# Белинген (Вестервалд)
Белинген (њем. Bellingen) општина је у њемачкој савезној држави Рајна-Палатинат. Једно је од 192 општинска средишта округа Вестервалд. Према процјени из 2010. у општини је живјело 601 становника. Посједује регионалну шифру (AGS) 7143207.

## Географски и демографски подаци
Белинген се налази у савезној држави Рајна-Палатинат у округу Вестервалд. Општина се налази на надморској висини од 430 метара. Површина општине износи 4,3 km². У самом мјесту је, према процјени из 2010. године, живјело 601 становника. Просјечна густина становништва износи 140 становника/km².